# XNXX
XNXX je francuska mrežna stranica za dijeljenje i gledanje pornografskih filmova. U srpnju 2018. rangirana je kao osma najposjećenija mrežna stranica u svijetu prema istraživanju tvrtke Similarweb. Pokrenuta je 1997. i trenutačno je smještena u Parizu, a mrežne poslužitelje i urede ima i u Montréalu, Tokiju i Newarku.
XNXX je u vlasništvu WGCZ Holdinga ista tvrtka upravlja i stranicom XVideos drugom popularnom pornografskom stranicom.
Rangiranje časopisa Business Insider iz 2018. smjestilo je ovu stranicu među tri najpopularnije pornografske stranice u svijetu.

## Povijest
XNXX je osnovan 1997. Prema podacima sa stranice autorska prava na ime i adresu prvi put su zaštićena 2000. godine. Nejasno je kad je točno WGCZ kupio XcacamaNXX jer je vlasnička struktura stranice bila nepoznata sve dok WGCZ nije pokrenuo spor protiv mrežne stranice sličnog imena 2014. Godine 2018. godine indijska je vlada blokirala pristup XNXX-u i mnogim drugim pornografskim stranicama nakon što je vrhovni sud Iidijske savezne države Uttarakhand izdao sudski nalog kojim je to zahtjevao zbog slučaja silovanja u kojem su počinitelji izjavili da su na zlodjelo bili motivirani gledanjem internetske pornografije.

## Statistika i podatci
Od 2018. godine XNXX je rangiran kao najbolje posjećena pornografska stranica u Singapuru i peta najposjećenija stranica u Indiji. Od travnja 2022. XNXX je 24. najposjećenija stranica u Švicarskoj i 18. najposjećenija stranica u Austriji, iako većina korisnika dolazi iz Sjedinjenih Američkih Država, Egipta i Francuske. Postotak onih koji samo stupe na stranicu tzv. bounce rate je otprilike 20 %, a prosječni korisnik na stranici provede oko 12 minuta.